# Glyphodes cymocraspeda
Glyphodes cymocraspeda là một loài bướm đêm trong họ Crambidae.